# Mônaco nos Jogos Olímpicos de Inverno de 2006
Mônaco mandou 4 competidores para os Jogos Olímpicos de Inverno de 2006, em Turim, na Itália. A delegação não conquistou nenhuma medalha.

## Desempenho

### Bobsleigh
| Atleta                         | Evento            | Final      | Final      | Final      | Final      | Final   | Final |
| Atleta                         | Evento            | 1ª corrida | 2ª corrida | 3ª corrida | 4ª corrida | Total   | Pos.  |
| ------------------------------ | ----------------- | ---------- | ---------- | ---------- | ---------- | ------- | ----- |
| Jeremy Bottin Patrice Servelle | Duplas masculinas | 56.21      | 56.13      | 56.67      | 57.08      | 3:46.09 | 12    |

### Esqui alpino
| Atletas           | Evento                   | Final      | Final      | Final      | Final   | Final |
| Atletas           | Evento                   | 1ª Corrida | 2ª Corrida | 3ª Corrida | Total   | Pos.  |
| ----------------- | ------------------------ | ---------- | ---------- | ---------- | ------- | ----- |
| Alexandra Coletti | Downhill feminino        |            |            |            | 2:01.34 | 31    |
| Alexandra Coletti | Super-G feminino         |            |            |            | 1:37.02 | 41    |
| Alexandra Coletti | Slalom gigante feminino  | DNF        | DNF        | DNF        | DNF     | DNF   |
| Alexandra Coletti | Slalom feminino          | 45.38      | 50.58      |            | 1:35.96 | 33    |
| Alexandra Coletti | Combinado feminino       | DNF        | DNF        | DNF        | DNF     | DNF   |
| Olivier Jenot     | Super-G masculino        |            |            |            | 1:37.03 | 48    |
| Olivier Jenot     | Slalom gigante masculino | DNF        | DNF        | DNF        | DNF     | DNF   |
| Olivier Jenot     | Slalom masculino         | 1:03.85    | 55.28      |            | 1:59.13 | 34    |

Legenda
| Recorde mundial      | Recorde mundial (World record)               |                       | Recorde africano                      | Recorde africano (African) |                                           | Q | Classificado por posição (Qualified) |
| Recorde olímpico     | Recorde olímpico (Olympic record)            | Recorde da América    | Recorde da América (Americas)         | q                          | Classificado por melhor tempo (Qualified) |   |                                      |
| Melhor marca do ano  | Melhor marca do ano (World leading)          | Recorde asiático      | Recorde asiático (Asian)              | DNS                        | Não largou (Did not start)                |   |                                      |
| Recorde nacional     | Recorde nacional (National record)           | Recorde europeu       | Recorde europeu (European)            | DNF                        | Não terminou (Did not finish)             |   |                                      |
| Recorde pessoal      | Recorde pessoal do atleta (Personal best)    | Recorde da Oceania    | Recorde da Oceania (Oceania)          | DSQ / DQ                   | Desclassificado (Disqualified)            |   |                                      |
| Recorde da temporada | Recorde da temporada do atleta (Season best) | Recorde sul-americano | Recorde sul-americano (South America) | NM                         | Sem marca (No mark)                       |   |                                      |